# Neohelota attenuata
Neohelota attenuata is een keversoort uit de familie Helotidae. De wetenschappelijke naam van de soort is voor het eerst geldig gepubliceerd in 1895 door Ritsema.